# Nii (langue)
Le nii est une langue chimbu-wahgi parlée dans la province des Hautes-Terres occidentales en Papouasie-Nouvelle-Guinée.